# Гомополимер
Гомополимер (англ. homopolymer) — полимер, макромолекулы которого состоят из одинаковых по составу и строению повторяющихся структурных единиц (мономерных звеньев). Они имеют такой же химический состав (эмпирическую формулу), что и молекулы исходного мономера, только для полимеров, полученных полимеризацией ненасыщенного или циклического мономера. Если же при получении макромолекул в ходе реакции выделяется низкомолекулярное соединение, например, при проведении поликонденсации, то повторяющееся звено отличается по составу от молекул мономера.